# 핵무기 폐기 국제 운동
핵무기 폐기 국제 운동(核武器 廢棄 國際 運動, 영어: International Campaign to Abolish Nuclear Weapons)는 핵무기의 폐기를 위한 국제 단체이다. 또한 2017년에 노벨 평화상을 받았다.

## 같이 보기
- 핵무기금지조약
- 핵군축캠페인
- 비핵화
- 평화